# 釜利谷町
釜利谷町（かまりやちょう）は、神奈川県横浜市金沢区の町名。地名は、鎌形の谷に由来しているとみられている。本項では、隣接する釜利谷西（かまりやにし）についてもあわせて述べる。住居表示は釜利谷町が未実施区域、釜利谷西が実施済み区域。

## 地理

### 釜利谷西
一丁目〜三丁目は夏山団地、四丁目〜六丁目は野村不動産金沢文庫住宅として、一戸建て中心の住宅地として開発された。

### 釜利谷町
町の大部分が金沢市民の森や釜利谷市民の森などの緑地や道路施設（釜利谷JCT、金沢自然公園IC）で占められ、全域で市街化調整区域に指定されており、居住人口はゼロである。

#### 字
追越、関ケ谷奥、大丸、清戸奥、清戸、清戸三本松、中之沢、金杉、大塚沢、二本松、清水入

### 面積
面積は以下の通りである。
| 丁目・町丁     | 面積（km²） |
| -------------- | ----------- |
| 釜利谷町       | 1.202       |
| 釜利谷西一丁目 | 0.254       |
| 釜利谷西二丁目 | 0.153       |
| 釜利谷西三丁目 | 0.221       |
| 釜利谷西四丁目 | 0.122       |
| 釜利谷西五丁目 | 0.136       |
| 釜利谷西六丁目 | 0.179       |
| 釜利谷西 計    | 1.065       |

### 地価
住宅地の地価は、2025年（令和7年）1月1日の公示地価によれば、釜利谷西1-43-21の地点で14万1000円/m²、釜利谷西5-4-16の地点で11万円/m²となっている。

## 歴史

### 沿革
- 1873年（明治5年） - 赤井学舎（釜利谷小学校の前身）開校。
- 1889年（明治22年） - 町村制施行により、久良岐郡釜利谷村が、同三分村とともに久良岐郡六浦荘村が成立、同村の字釜利谷となる。
- 1936年（昭和11年）10月1日 - 六浦荘村が横浜市磯子区に編入され、大字釜利谷は横浜市磯子区釜利谷町となる[9]。
- 1941年（昭和16年）4月1日 - 海軍航空技術廠支廠開設。
- 1947年（昭和22年）11月15日 - 横浜市立富岡中学校が海軍航空技術廠跡地に移転、金沢中学校に改称。
- 1948年（昭和23年）5月15日 - 行政区の再編に伴い、磯子区の一部から金沢区を新設し、横浜市金沢区釜利谷町となる[10]。
- 1951年（昭和26年）4月20日 - 横浜市営バス（後の京急バス白山道循環線）運行開始。
- 1954年（昭和34年）11月20日 - 東洋化工横浜工場で爆発事故（東洋化工爆発事故）が発生[11]。
- 1964年（昭和39年）12月1日 - 横浜釜利谷郵便局開設。
- 1973年（昭和48年）11月7日 - 釜利谷市民の森開園。
- 1975年（昭和50年）3月31日 - 磯子区氷取沢町とを結ぶ、笹下釜利谷道路二本松トンネル開通。
- 1975年（昭和50年）9月1日 - 横浜市立釜利谷西小学校開校。
- 1977年（昭和52年）6月29日 - 京急バス野村住宅線が運行開始。
- 1978年（昭和53年）7月17日 - 住居表示の実施（金沢区六浦第一次地区）[12]に伴い、釜利谷町の一部を新設された瀬戸、六浦三丁目に編入する[13]。
- 1979年（昭和54年）4月2日 - 横浜市立釜利谷東小学校開校。
- 1979年（昭和54年）4月5日 - 金沢文庫駅と洋光台駅・京急富岡駅とを結ぶ路線バス運行開始。
- 1979年（昭和54年）12月6日 - 横浜横須賀道路 日野IC - 朝比奈IC間が開通。
- 1980年（昭和55年）7月28日 - 住居表示（金沢区六浦第二次地区）[14]の実施に伴い、釜利谷町の一部を新設された高舟台一丁目、高舟台二丁目に編入し、六浦町の一部を編入する[15]。
- 1981年（昭和56年）4月1日 - 横浜市立西金沢中学校開校。
- 1981年（昭和56年）5月1日 - 町界町名地番整理事業に伴い、釜利谷町の一部を新設された能見台一丁目に編入し、磯子区氷取沢町の一部を編入する[16]。
- 1982年（昭和57年）12月1日 - 町界町名地番整理事業に伴い、釜利谷町の一部を能見台一丁目、新設された能見台二丁目、能見台三丁目に編入する[17]。
- 1982年（昭和57年）3月17日 - 金沢自然公園開園。
- 1984年（昭和59年）1月22日 - 町界町名地番整理事業に伴い、朝比奈町との境界を変更する[18]。
- 1984年（昭和59年）4月1日 - 神奈川県立釜利谷高等学校開校。
- 1984年（昭和59年）11月5日 - 住居表示（金沢区富岡西部地区）の実施に伴い、釜利谷町の一部を新設された富岡西五丁目に編入する[18]。
- 1985年（昭和60年）5月1日 - 町界町名地番整理事業に伴い、釜利谷町の一部を新設された能見台四丁目、能見台六丁目、能見台森に編入する[19]。
- 1986年（昭和61年）4月1日 - 横浜市立釜利谷中学校開校[6]。
- 1989年（平成元年）4月1日 - 横浜市立釜利谷南小学校開校。
- 1991年（平成3年）1月21日 - 町界町名地番整理事業に伴い、釜利谷町の一部を栄区上郷町、新設されたみず木町に編入する[20][21]。
- 1992年（平成4年）10月19日 - 住居表示（金沢区釜利谷・大川第一次地区）の実施に伴い、大川、釜利谷町、能見台六丁目の各一部から釜利谷東一丁目〜八丁目を新設し、これらの地域で住居表示を実施する[20]。
- 1993年（平成5年）10月18日 - 住居表示（金沢区釜利谷・大川第二次地区）の実施に伴い、釜利谷町の一部を朝比奈町、大川に編入し、釜利谷町、高舟台二丁目の各一部から釜利谷西一丁目〜六丁目と釜利谷南一丁目〜八丁目が新設され、これらの地域で住居表示を実施する[22]。

### 町名の変遷
| 実施後                 | 実施年月日                | 実施前                     |
| ---------------------- | ------------------------- | -------------------------- |
| 釜利谷町               | 1936年（昭和11年）10月1日 | 久良岐郡六浦荘村大字釜利谷 |
| 釜利谷西一丁目〜六丁目 | 1993年（平成5年）10月18日 | 釜利谷町の一部             |

## 世帯数と人口
2025年（令和7年）6月30日現在（横浜市発表）の世帯数と人口は以下の通りである。なお、釜利谷町の人口は0人である。

### 釜利谷西
| 丁目           | 世帯数    | 人口    |
| -------------- | --------- | ------- |
| 釜利谷西一丁目 | 1,623世帯 | 3,544人 |
| 釜利谷西二丁目 | 527世帯   | 1,144人 |
| 釜利谷西三丁目 | 851世帯   | 1,804人 |
| 釜利谷西四丁目 | 229世帯   | 565人   |
| 釜利谷西五丁目 | 370世帯   | 775人   |
| 釜利谷西六丁目 | 479世帯   | 991人   |
| 計             | 4,079世帯 | 8,823人 |

#### 人口の変遷
国勢調査による人口の推移。
| 年                 | 人口   |
| ------------------ | ------ |
| 1995年（平成7年）  | 11,304 |
| 2000年（平成12年） | 10,303 |
| 2005年（平成17年） | 9,800  |
| 2010年（平成22年） | 9,359  |
| 2015年（平成27年） | 8,990  |
| 2020年（令和2年）  | 8,938  |

#### 世帯数の変遷
国勢調査による世帯数の推移。
| 年                 | 世帯数 |
| ------------------ | ------ |
| 1995年（平成7年）  | 3,577  |
| 2000年（平成12年） | 3,587  |
| 2005年（平成17年） | 3,642  |
| 2010年（平成22年） | 3,723  |
| 2015年（平成27年） | 3,691  |
| 2020年（令和2年）  | 3,768  |

## 学区
市立小・中学校に通う場合、学区は以下の通りとなる（2024年11月時点）。
| 町丁           | 番地                                                                                     | 小学校                     | 中学校                     |
| -------------- | ---------------------------------------------------------------------------------------- | -------------------------- | -------------------------- |
| 釜利谷町       | 1870〜1947番地 2125〜2305番地                                                            | 横浜市立西金沢義務教育学校 | 横浜市立西金沢義務教育学校 |
| 釜利谷町       | その他                                                                                   | 横浜市立釜利谷小学校       | 横浜市立釜利谷中学校       |
| 釜利谷西一丁目 | 22番、24番15〜19号 25番13〜21号、26番1〜6号 26番12号〜57番 61番1〜5号、66番18〜22号 67番 | 横浜市立西金沢義務教育学校 | 横浜市立西金沢義務教育学校 |
| 釜利谷西一丁目 | その他                                                                                   | 横浜市立釜利谷小学校       | 横浜市立釜利谷中学校       |
| 釜利谷西二丁目 | 1番                                                                                      | 横浜市立釜利谷小学校       | 横浜市立釜利谷中学校       |
| 釜利谷西二丁目 | その他                                                                                   | 横浜市立西金沢義務教育学校 | 横浜市立西金沢義務教育学校 |
| 釜利谷西三丁目 | 全域                                                                                     | 横浜市立西金沢義務教育学校 | 横浜市立西金沢義務教育学校 |
| 釜利谷西四丁目 | 全域                                                                                     | 横浜市立西金沢義務教育学校 | 横浜市立西金沢義務教育学校 |
| 釜利谷西五丁目 | 全域                                                                                     | 横浜市立西金沢義務教育学校 | 横浜市立西金沢義務教育学校 |
| 釜利谷西六丁目 | 全域                                                                                     | 横浜市立西金沢義務教育学校 | 横浜市立西金沢義務教育学校 |

## 事業所
2021年（令和3年）現在の経済センサス調査による事業所数と従業員数は以下の通りである。
| 町丁           | 事業所数  | 従業員数 |
| -------------- | --------- | -------- |
| 釜利谷町       | 4事業所   | 113人    |
|                |           |          |
| 釜利谷西一丁目 | 36事業所  | 118人    |
| 釜利谷西二丁目 | 15事業所  | 72人     |
| 釜利谷西三丁目 | 23事業所  | 155人    |
| 釜利谷西四丁目 | 8事業所   | 112人    |
| 釜利谷西五丁目 | 13事業所  | 47人     |
| 釜利谷西六丁目 | 20事業所  | 86人     |
| 計             | 115事業所 | 590人    |

### 事業者数の変遷
経済センサスによる事業所数の推移。なお、数字は釜利谷西と釜利谷町の合算となる。
| 年                 | 事業者数 |
| ------------------ | -------- |
| 2016年（平成28年） | 109      |
| 2021年（令和3年）  | 119      |

### 従業員数の変遷
経済センサスによる従業員数の推移。なお、数字は釜利谷西と釜利谷町の合算となる。
| 年                 | 従業員数 |
| ------------------ | -------- |
| 2016年（平成28年） | 630      |
| 2021年（令和3年）  | 703      |

## 交通
最寄駅は京急本線金沢文庫駅であり、同駅より野村住宅南口や関東学院大学金沢文庫キャンパスなど町内各方面を結ぶ京浜急行バスが運行されている。

## 施設

### 釜利谷西
- 横浜釜利谷西郵便局
- 横浜市立義務教育学校西金沢学園

## その他

### 日本郵便
- 集配担当する郵便局と郵便番号は以下の通りである[32]。

| 町丁     | 郵便番号 | 郵便局         |
| -------- | -------- | -------------- |
| 釜利谷町 | 236-0041 | 横浜金沢郵便局 |
| 釜利谷西 | 236-0046 | 横浜金沢郵便局 |

### 警察
町内の警察の管轄区域は以下の通りである。
| 町丁           | 番・番地等 | 警察署     | 交番・駐在所   |
| -------------- | ---------- | ---------- | -------------- |
| 釜利谷町       | 全域       | 金沢警察署 | 釜利谷交番     |
| 釜利谷西一丁目 | 全域       | 金沢警察署 | 釜利谷交番     |
| 釜利谷西二丁目 | 全域       | 金沢警察署 | 釜利谷西駐在所 |
| 釜利谷西三丁目 | 全域       | 金沢警察署 | 釜利谷西駐在所 |
| 釜利谷西四丁目 | 全域       | 金沢警察署 | 釜利谷西駐在所 |
| 釜利谷西五丁目 | 全域       | 金沢警察署 | 釜利谷西駐在所 |
| 釜利谷西六丁目 | 全域       | 金沢警察署 | 釜利谷西駐在所 |